# Гаджієв Аліф Латіф-огли

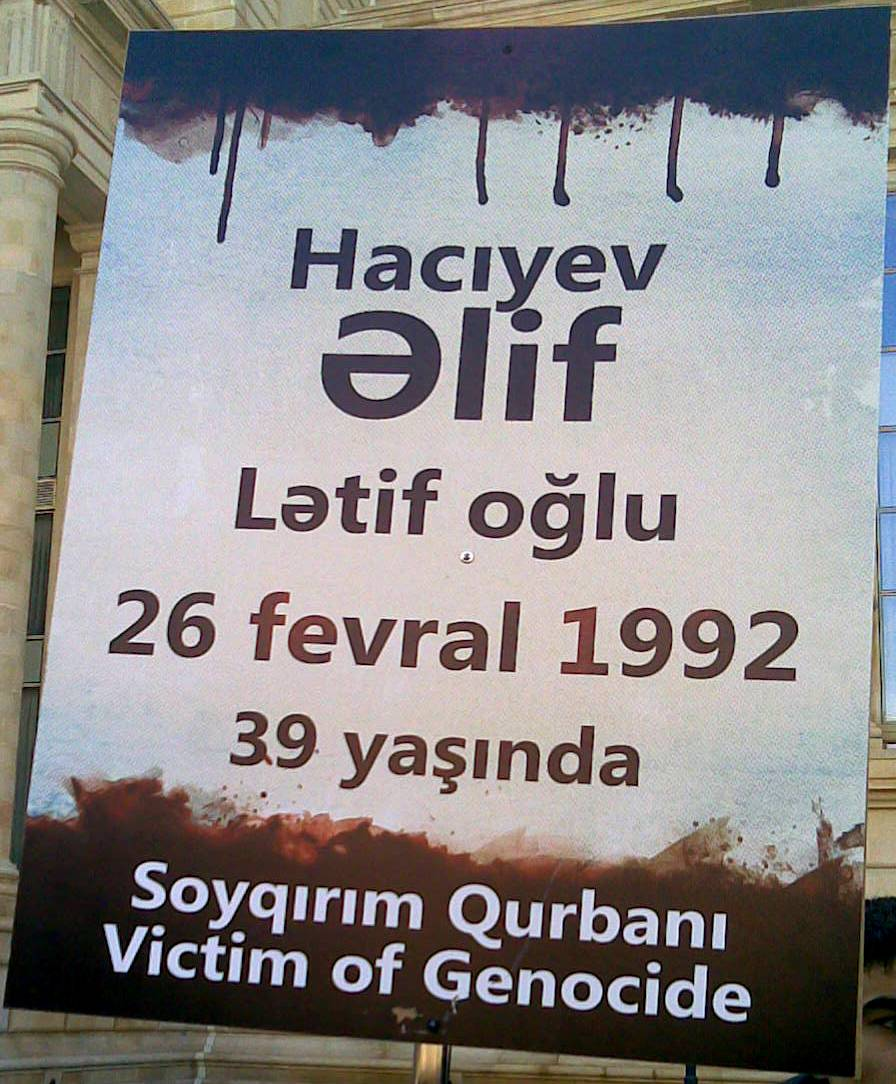
Əlif Hacıyev - Khojaly 20 (26.02.2012)

Аліф Латіф огли Гаджієв (азерб. Alif Lətif oğlu Hacıyev 24.06.1953 — 26.02.1992) — військовий комендант Ходжалинського аеропорту в 1991–1992 рр., Національний герой Азербайджану.

## Біографія
Аліф Гаджієв народився 24 червня 1953 в місті Ходжали. У 1970 році закінчив місцеву середню школу. У 1971–1973 роках проходив військову службу в місті Мінськ. У 1974–1984 роках працював на різних посадах у МВС Білоруської РСР і МВС НКАО АзССР .
У 1984 році проти Гаджієва було порушено кримінальну справу, і він був засуджений до 10 років позбавлення волі. У 1989 році його справу було переглянуто, і вирок був скасований. Звільнившись з місць ув'язнення і повернувшись в НКАО, 21 грудня 1990 Аліф Гаджиєв знову був прийнятий на роботу в міліцію та був призначений начальником відділу Ходжалинського аеропорту. У той же час він виконував обов'язки військового коменданта аеропорту. У грудні 1991 року отримав звання майора.
26 лютого 1992 загинув під час штурму Ходжали вірменськими збройними загонами. Слід також зазначити, що під керівництвом Гаджієва Ходжали протримався кілька місяців без газу та електрики. Аліф Гаджієв був одружений, в нього залишилися дві доньки: Заріна та Ірада.